# فوش-کروژه
فوش-کروژه (به لاتین: Fushë-Krujë) یک شهرستان آلبانی و شهرستان و شهر در آلبانی است که در Krujë Municipality واقع شده‌است.